# Condado del Portillo

El Condado del Portillo fue un título nobiliario español, otorgado el 17 de julio de 1670 por el rey Carlos II a favor de Francisco Sarmiento de Sotomayor, II vizconde del Portillo, perteneciente a una familia criolla de origen gallego, establecida en el Virreinato del Perú y que fueron señores de la villa de Portillo de Toledo.
El título fue rehabilitado en 1893 por el rey Alfonso XIII a favor de Wifredo de la Puente y Noguer, que devino así en el décimo conde del Portillo.

## Vizcondes del Portillo
El título originalmente fue un vizcondado, concedido a Agustín Sarmiento de Sotomayor por el rey Felipe IV, el 13 de febrero de 1642.
- Agustín Sarmiento de Sotomayor, I vizconde del Portillo.

1. Casó con María Gutiérrez de los Ríos Maldonado Venegas. Le sucedió su hijo:

- Francisco Sarmiento de Sotomayor y de los Ríos,[1] II vizconde del Portillo.

## Condes del Portillo
- Francisco Sarmiento de Sotomayor y de los Ríos, I conde del Portillo, casado con Ana de Salazar Osorio y Cáceres. Le sucedió su hijo:

- Antonio Nicolás Sarmiento de Sotomayor Salazar,[2] II conde del Portillo (1679-1733) ,casado con Rosa del Campo Zárate y Haro. Le sucedió su hijo:

- José Joaquín Domingo Sarmiento de Sotomayor y los Ríos del Campo, III conde del Portillo, señor de San Salvador de Sahucedo y Samoyana. Fue alcalde ordinario de Lima (1714-1715). Le sucedió su hermano:

- Nicolás Sarmiento de Sotomayor y los Ríos del Campo, IV conde del Portillo. Fue alcalde ordinario de Lima (1785) y rector de la Universidad de San Marcos. Le sucedió su sobrino:

- Miguel José del Carmen de Oyagüe Beingolea y Sarmiento de Sotomayor,[3] V conde del Portillo (1756-). Capitán de Caballería, hijo de José Domingo de Oyagüe Beingolea y Mariana Sarmiento de Sotomayor y los Ríos.  Le sucedió su hija:

- Manuela de Oyagüe y Carrión,[4] VI condesa del Portillo. Le sucedió su hijo:

- José María de la Puente-Arnao y Oyague, VII conde del Portillo. Fue alcalde de Lima (1868-1869). Casado con Antonia Noguer y Sabater.

Rehabilitado en 1893 por:
- Wilfredo de la Puente y Noguer, X conde del Portillo. Fue capitán de corbeta de la Armada peruana.

1. Casó con la cordobesa Ana López Amigo. En 1920 le sucedió su hijo:

- Manuel de la Puente y López, XI conde del Portillo. Fallecido sin descendientes.

## Nota
Desde este último conde el título quedó vacante, sin que nadie haya solicitado su rehabilitación. 
Actualmente está caducado, por lo que simplemente es un título histórico.